# Літературна премія імені Григорія Чупринки
Літературна премія імені Григорія Чупринки — премія, заснована Броварською районною радою.
Премію вручали у 2006 – 2014 роках у номінаціях «поезія», «проза», «краєзнавче дослідження».

## Історія
У 2005 році Марія Овдієнко звернулася до голови Броварського міськвиконкому Леоніда Вайсфельда з написаним нею Положенням про премію Броварського району імені Григорія Чупринки. Положення було надруковано в "Новому житті" для обговорення і затверджено на сесії Броварської районної ради. Воно почало діяти з 2005 року.
Головою журі премії імені Григорія Чупринки був дисидент, лауреат Шевченківської премії, президент українського пенклубу Євген Сверстюк. 
Пізніше за допомогою художника Василя Бика було виготовлено лауреатський значок із зображенням Григорія Чупринки. 
Станом на 2021 рік у Броварському районі є 14 лауреатів премії імені Григорія Чупринки: поети, прозаїки, краєзнавці. 